# گوریل شرقی
گوریل شرقی (به انگلیسی: Eastern Gorilla) با نام علمی (Gorilla beringei) یک گونه از سردهٔ گوریل است، که بزرگ‌ترین نخستی زنده به‌شمار می‌رود. این گونه در حال حاضر به دو زیرگونه تقسیم شده است: گوریل شرقی زمینی با جمعیت ۵۰۰۰، و گوریل کوهی با فقط ۷۰۰ جانور باقی‌مانده در جهان. همچنین دانشمندان درصددند تا جمعیت گوریل بویندی که کمتر از ۳۰۰ تا از آن‌ها باقی‌مانده را به زیرگونه ارتقا دهند.

## طبقه‌بندی
حداقل دو زیرگونهٔ گوریل شرقی وجود دارد: گوریل کوهی در شیب‌های آتشفشانی رواندا، اوگاندا و کنگو؛ و گوریل شرقی زمینی که در نواحی پست شرق کنگو و اوگاندا می‌زید. یک جمعیت کوچک به نام گوریل بویندی در جنگل‌های نفوذناپذیر اوگاندا و نزدیک کنگو از نظر ژنتیکی از دو زیرگونهٔ نام‌برده متفاوتند و گاهی به عنوان یک زیرگونهٔ جدا محسوب می‌شوند.

## ویژگی‌های فیزیکی
گوریل‌های شرقی هومینیدهای بزرگی هستند که سرهای درشت، سینه‌های پهن و دست‌های درازی دارند. آن‌ها دارای بینی صاف و سوراخ‌های بینی بزرگی می‌باشد. صورت، دستان، پاها و سینه‌ها بدون مو است.
وزن یک گوریل نر شرقی کاملاً رشد یافته، معمولاً ۱۴۰ تا ۲۰۵٫۵ کیلوگرم و قد آن در حالت ایستاده بر روی دو پا حدود ۱٫۷ متر است. و یک ماده معمولاً ۹۰ تا ۱۰۰ کیلوگرم وزن و ۱٫۵ متر قد دارد.

## پراکندگی و بوم‌شناسی
گوریل شرقی در نواحی پایین و دامنه‌های جنگل‌های بارانی شرق کنگو، جنوب غربی اوگاندا و رواندا پراکنده است. گوریل‌های شرقی جنگل‌های انبوه و پر از گیاه را ترجیح می‌دهند.
آنها گیاه‌خوار هستند و رژیم غذایی پر از برگ درختان دارند. آن‌ها روز فعال هستند ولی اغلب در صبح زود یا آخر بعد از ظهر به دنبال غذا می‌روند. شب‌ها لانه‌های خود را با خم کردن گیاهان روی زمین برای خود جای خواب درست می‌کنند.

## رفتار
گوریل‌های شرقی در گروه‌های مستحکم خانوادگی می‌زیند که توسط یک نر پشت‌نقره‌ای رهبری می‌شود. آن‌ها نسبت به خویشاوندان غربی خود دسته‌های بزرگتری دارند که تا ۳۵ عدد می‌رسد. فصل ویژه‌ای برای تولید مثل وجود ندارد و ماده‌ها به دلیل مدت زمان طولانی بزرگ کردن فرزند و بارداری طولانی ۸٫۵ ماهه هر ۴–۳ سال می‌زایند. گوریل‌های تازه‌متولدشده پوستی صورتی مایل به خاکستری دارند و بعد از ۹ هفته می‌خزند؛ و تا ۳٫۵ سالگی کاملاً از شیر گرفته نمی‌شوند. نرها با استفاده از هیکل بزرگ خود از ماده‌ها و فرزندانشان دفاع می‌کنند. این کار معمولاً با ترساندن با سینه به سینه شدن رخ می‌دهد.

## وضعیت
از میان دو گونهٔ شرقی و غربی گوریل، نوع شرقی در معرض خطرترین است. شکار به منظور مقاصد اقتصادی و از میان رفتن زیست‌گاه در نتیجه توسعهٔ کشاورزی و از بین رفتن جنگل‌ها از اصلی‌ترین تهدیدهای موجود هستند. در برخی پارک‌های ملی جستجو برای یافتن گوریل کوهی از جاذبه‌های توریستی است که هم برای حفاظت از این گونه مزایایی دارد (آگاهی محیط زیستی و کمک مالی) و همچنین مضراتی دارد (برهم زدن رفتار طبیعی).